# خط سیریلیک

نقشه پراکندگی الفبای سیریلیک در جهان. در کشورهای سبز تیره، خط سیریلیک در آن‌ها تنها خط رسمی است و در سبزهای روشن، یکی از خط‌های رسمی است.

خط سیریلیک یا خط اسلاوی، یک نوشتار الفبایی است که در سراسر اوراسیا به عنوان نوشتار ملی در کشورهای مختلف اسلاو، ترکی، مغولی و فارسی‌زبان در جنوب شرق و شرق اروپا، قفقاز، آسیای میانه، شمال و شرق آسیا مورد استفاده است.
در سده نهم میلادی سیمئون یکم فرمانروای این سرزمین در پی دوران فرهنگی و سیاسی پدرش بوریس یکم سفارش رسم‌الخط جدیدی را داد، الفبای اولیه سیریلیک، که در مدرسه ادبی پرسلاو در اولین امپراتوری بلغار ایجاد و جانشین الفبای گلاگولیتی شد که پیش از این به‌دست سیریل و متودیس مقدس ایجاد شده بود، این کار به‌دست همان شاگردانی که الفبای جدید اسلاوی را در بلغارستان خلق کرده بودند انجام شد. استفاده از الفبای سیریلیک در ۸۹۳ میلادی در بلغارستان رسمیت یافت. رسم‌الخط جدید اساس الفبایی که در زبان‌های مختلف خصوصاً آن‌ها که ریشه‌های ارتدوکسی اسلاوی دارند و زبان‌های غیر اسلاو، زیر تأثیر زبان روسی شد. برای قرن‌ها سریلیک به‌دست کاتولیک‌ها و مسلمانان اسلاو هم، مورد استفاده قرار می‌گرفت. در سال ۲۰۱۹ حدود ۲۵۰ میلیون نفر در اوراسیا از آن به عنوان الفبای رسمی زبان ملی‌شان استفاده می‌کردند که روسیه حدود نیمی از آن‌ها را تشکیل می‌دهد. با الحاق بلغارستان به اتحادیه اروپا در ۱ ژانویه ۲۰۰۷، سیریلیک، تبدیل به سومین رسم‌الخط رسمی اتحادیه اروپا پس از لاتین و یونانی تبدیل شد.
سیریلیک از رسم‌الخط یونیسیال یونانی، مشتق شده و با حروفی از زبان کهن‌تر گلاگولیتیک، تقویت شده است که شامل تعدادی از لیگاتورهایش هم می‌شود. این حروف اضافی برای صداهای زبان اسلاوی کلیسایی باستان که در یونانی یافت نمی‌شود مورد استفاده قرار می‌گیرد. این الفبا به افتخار دو برادر بیزانسی، سیریل و متدویس مقدس نامیده شده است که پیش از این، الفبای گلاگولیتیک را پدیدآورده بودند. پژوهشگران مدرن اعتقاد دارند که سیریلیک به‌دست شاگردان اولیه سیریل و متودیس، به‌ویژه کلمنت اهرید، گسترش و رسمیت پیدا کرده است.
در اوایل قرن هجدهم، الفبای سیریلیک مورد استفاده در روسیه به‌طور اساسی، به‌دست پترکبیر که به‌تازگی از سفر دیپلماتیکش به اروپای غربی بازگشته بود مورد اصلاح قرار گرفت که الفبای مدنی نامیده و به الفبای لاتین، نزدیک‌تر شد، چندین حرف آرکائیک منسوخ و چندین حرف، توسط خود پتر، طراحی شدند. این حروف، بین موارد بالا و پایین، تمایز ایجاد می‌کرد و تایپوگرافی غربی هم، مورد اقتباس قرار گرفت. اشکال قبل از اصلاح، به‌ویژه در کلیساهای اسلاو و گاهی حتی در روسیه امروزی مورد استفاده است، خصوصاً اگر بخواهید متنی با حس اسلاو یا آرکائیک ارائه کنید.

## الفبای سیریلیک درزبان روسی
| بزرگ | کوچک | نام       | آوانویسی | مثال کاربرد                           |
| ---- | ---- | --------- | -------- | ------------------------------------- |
| А    | а    | اَ         | /a/      | ادب                                   |
| Б    | б    | بِه        | /b/      | ناب                                   |
| В    | в    | وِه        | /v/      | وزن                                   |
| Г    | г    | گِه        | /g/      | گ‍ـام                                   |
| Д    | д    | دِه        | /d/      | دبیر                                  |
| Е    | е    | یِه        | /je/     | یِ‍ـگانه                                 |
| Ё    | ё    | یُ         | /jo/     | ریو                                   |
| Ж    | ж    | ژِه        | / ʒ /    | ژاله                                  |
| З    | з    | زِه        | /z/      | زنگ                                   |
| И    | и    | ایـ       | /i/      | شادی                                  |
| Й    | й    | ی         | /j/      | چای یا Yes                            |
| К    | к    | کا        | /k/      | پاک                                   |
| Л    | л    | اِل        | /l/      | زال                                   |
| М    | м    | اِم        | /m/      | گام                                   |
| Н    | н    | اِن        | /n/      | ن‍یکی                                   |
| О    | о    | آ یا اُ    | /o/      | الو به معنی سلام                      |
| П    | п    | پِه        | /p/      | پـ‍اریس                                 |
| Р    | р    | اِر        | /r/      | رادیو                                 |
| С    | с    | اِس        | /s/      | س‍ـرای                                  |
| Т    | т    | تِه        | /t/      | تـ‍بر                                   |
| У    | у    | او        | /u/      | دوش                                   |
| Ф    | ф    | اِف        | /f/      | ف‍ـاز                                   |
| Х    | х    | خا        | /x/      | شاخ                                   |
| Ц    | ц    | تْسه       | /ts/     | ع‍طس‍ه                                    |
| Ч    | ч    | چِه        | /št/     | چـ‍اه                                   |
| Ш    | ш    | شا        | /š/      | آش                                    |
| Щ    | щ    | شْچا       | /štš/    | خروشْچ‍ف                                 |
| Ъ    | ъ    | نشان سختی | ?        | مسـ‍ـ‍ؤول، وضـ‍ـ‍ع                            |
| Ы    | ы    | اَیی       | /ɨ/      | Почтительный پاچتیتیل‌نی به معنی محترم |
| Ь    | ь    | نشان نرمی | / j/ j/  | معادل ندارد                           |
| Э    | э    | اِ         | / e/     | اِکباتان                               |
| Ю    | ю    | یو        | /ju/     | یونان                                 |
| Я    | я    | یا        | /ja/     | یاغی                                  |